# Marino Baždarić
Marino Baždarić (ur. 25 listopada 1978 w Rijece) – chorwacki koszykarz, występujący na pozycji niskiego skrzydłowego, reprezentant kraju, obecnie dyrektor sportowy KK Cedevita Junior.

## Osiągnięcia
Na podstawie, o ile nie zaznaczono inaczej.
Drużynowe
- Mistrz:
  - Słowenii (2004, 2005)
  - Chorwacji (2014)
- Wicemistrz:
  - Ligi Adriatyckiej (2012, 2014)
  - Słowenii (2003)
  - Chorwacji (2011, 2012)
- 3. miejsce:
  - w Eurocup (2011)
  - podczas mistrzostw Chorwacji (2010, 2013)
- Zdobywca:
  - pucharu:
    - Słowenii (2003, 2005)
    - Chorwacji (2012, 2014)

  - Superpucharu Słowenii (2003, 2004)
- Finalista pucharu:
  - Słowenii (2004)
  - Chorwacji (2013)

Indywidualne
- MVP:
  - Ligi Adriatyckiej (ABA – 2002)
  - Superpucharu Słowenii (2004)
- Lider strzelców ligi:
  - adriatyckiej (2002)
  - chorwackiej (2002)
- Klub Cedevita Zagrzeb zastrzegł należący do niego numer 45

Reprezentacja
- Uczestnik:
  - mistrzostw Europy (2003 – 11. miejsce)
  - kwalifikacji do Eurobasketu (2003, 2005)